# Зубково (Тульская область)
Зубково — деревня в Белёвском районе Тульской области России. Население - 199 человек (2021).
В рамках административно-территориального устройства входит в Новодолецкий сельский округ Белёвского района, в рамках организации местного самоуправления включается в сельское поселение Левобережное.

## География
Расположена в 22 км к югу от районного центра, города Белёва, и в 118 км к юго-западу от областного центра.

## Население
| 2002 | 2010 |
| ---- | ---- |
| 204  | ↘191 |